# Anna Augusta di Hohenlohe-Waldenburg-Schillingsfürst
Anna Augusta di Hohenlohe-Waldenburg-Schillingsfürst (Schillingsfürst, 11 novembre 1675 – Francoforte sul Meno, 21 settembre 1711) è stata principessa consorte di Thurn und Taxis dal 1703 al 1711, come moglie del principe Eugenio Alessandro.

## Biografia

### Infanzia
La contessa Anna Augusta nacque a Schillingsfürst l'11 novembre 1675, sestogenita e quinta femmina di Luigi Gustavo (1634-1697) e Anna Barbara di Schönborn (1648-1721). Aveva sette fratelli, di cui un maschio e sei femmine.

### Matrimonio
Il 21 novembre 1703 si maritò con Eugenio Alessandro di Thurn und Taxis, diventando così la sua seconda moglie.

### Morte
Morì a Francoforte sul Meno il 21 settembre 1711 all'età di 35 anni.

## Discendenza
Anna Augusta di Hohenlohe-Waldenburg-Schillingsfürst ed Eugenio Alessandro di Thurn und Taxis ebbero tre figli e una figlia, tutti deceduti nell'età infantile:
- Lotario Francesco (1705 - Francoforte sul Meno, 27 marzo 1712)
- Massimiliano Filippo Eleonoro (Francoforte sul Meno, 27 aprile 1706 - 24 agosto 1706);
- Filippo Lamoral (1708 - Francoforte sul Meno, 19 agosto 1708);
- Maria Giuseppa Francesca (1711 - 29 settembre 1711).

## Titoli e trattamento
- 11 novembre 1675 - 21 novembre 1703: Contessa Anna Augusta di Hohenlohe-Waldenburg-Schillingsfürst
- 21 novembre 1703 - 21 settembre 1711: Sua Altezza Serenissima, la principessa di Thurn und Taxis

## Ascendenza
|                                                             |                               |                                     | Genitori                               |  |  | Nonni |  |  | Bisnonni                                                   |  |  | Trisnonni                        |  |
|                                                             |                               |                                     |                                        |  |  |       |  |  | Giorgio Federico I di Hohenlohe-Waldenburg-Schillingsfürst |  |  | Eberardo di Hohenlohe-Waldenburg |  |
|                                                             |                               |                                     |                                        |  |  |       |  |  | Giorgio Federico I di Hohenlohe-Waldenburg-Schillingsfürst |  |  | Eberardo di Hohenlohe-Waldenburg |  |
|                                                             |                               | Agata di Tubinga                    |                                        |  |  |       |  |  | Giorgio Federico I di Hohenlohe-Waldenburg-Schillingsfürst |  |  |                                  |  |
| Giorgio Federico II di Hohenlohe-Waldenburg-Schillingsfürst |                               |                                     |                                        |  |  |       |  |  | Giorgio Federico I di Hohenlohe-Waldenburg-Schillingsfürst |  |  |                                  |  |
|                                                             |                               | Dorotea Reuss                       | Enrico XVI Reuss zu Plauen             |  |  |       |  |  |                                                            |  |  |                                  |  |
|                                                             |                               | Dorotea Reuss                       | Enrico XVI Reuss zu Plauen             |  |  |       |  |  |                                                            |  |  |                                  |  |
|                                                             |                               | Dorotea Reuss                       | Dorotea di Solms-Laubach               |  |  |       |  |  |                                                            |  |  |                                  |  |
| Luigi Gustavo di Hohenlohe-Waldenburg-Schillingsfürst       |                               | Dorotea Reuss                       |                                        |  |  |       |  |  |                                                            |  |  |                                  |  |
|                                                             |                               | Ermanno Adolfo di Solms-Hohensolms  | Rainardo di Solms-Lich                 |  |  |       |  |  |                                                            |  |  |                                  |  |
|                                                             |                               | Ermanno Adolfo di Solms-Hohensolms  | Rainardo di Solms-Lich                 |  |  |       |  |  |                                                            |  |  |                                  |  |
|                                                             |                               | Ermanno Adolfo di Solms-Hohensolms  | Maria di Sayn-Hachenburg               |  |  |       |  |  |                                                            |  |  |                                  |  |
| Dorotea Sofia di Solms-Hohensolms                           |                               | Ermanno Adolfo di Solms-Hohensolms  |                                        |  |  |       |  |  |                                                            |  |  |                                  |  |
|                                                             |                               | Anna Sofia di Mansfeld              | Giovanni di Mansfeld                   |  |  |       |  |  |                                                            |  |  |                                  |  |
|                                                             |                               | Anna Sofia di Mansfeld              | Giovanni di Mansfeld                   |  |  |       |  |  |                                                            |  |  |                                  |  |
|                                                             |                               | Anna Sofia di Mansfeld              | Margherita di Brunswick-Lüneburg       |  |  |       |  |  |                                                            |  |  |                                  |  |
| Anna Augusta di Hohenlohe-Waldenburg-Schillingsfürst        |                               | Anna Sofia di Mansfeld              |                                        |  |  |       |  |  |                                                            |  |  |                                  |  |
|                                                             | Federico Giorgio di Schönborn | Filippo di Schönborn                |                                        |  |  |       |  |  |                                                            |  |  |                                  |  |
|                                                             | Federico Giorgio di Schönborn | Filippo di Schönborn                |                                        |  |  |       |  |  |                                                            |  |  |                                  |  |
|                                                             | Federico Giorgio di Schönborn | Agata Donner di Lohrheim            |                                        |  |  |       |  |  |                                                            |  |  |                                  |  |
| Filippo Erwein di Schönborn                                 | Federico Giorgio di Schönborn |                                     |                                        |  |  |       |  |  |                                                            |  |  |                                  |  |
|                                                             |                               | Maria Barbara von der Leyen         | Filippo Erwein von der Leyen           |  |  |       |  |  |                                                            |  |  |                                  |  |
|                                                             |                               | Maria Barbara von der Leyen         | Filippo Erwein von der Leyen           |  |  |       |  |  |                                                            |  |  |                                  |  |
|                                                             |                               | Maria Barbara von der Leyen         | Anna von Heppenheim gt vom Saal        |  |  |       |  |  |                                                            |  |  |                                  |  |
| Anna Barbara di Schönborn                                   |                               | Maria Barbara von der Leyen         |                                        |  |  |       |  |  |                                                            |  |  |                                  |  |
|                                                             |                               | Enrico von Greiffenclau zu Vollrads | Teodorico von Greiffenclau zu Vollrads |  |  |       |  |  |                                                            |  |  |                                  |  |
|                                                             |                               | Enrico von Greiffenclau zu Vollrads | Teodorico von Greiffenclau zu Vollrads |  |  |       |  |  |                                                            |  |  |                                  |  |
|                                                             |                               | Enrico von Greiffenclau zu Vollrads | Apollonia di Reiffenberg               |  |  |       |  |  |                                                            |  |  |                                  |  |
| Maria Ursula von Greiffenclau zu Vollrads                   |                               | Enrico von Greiffenclau zu Vollrads |                                        |  |  |       |  |  |                                                            |  |  |                                  |  |
|                                                             |                               | Anna Maria von und zu Eltz          | Gaspare von und zu Eltz                |  |  |       |  |  |                                                            |  |  |                                  |  |
|                                                             |                               | Anna Maria von und zu Eltz          | Gaspare von und zu Eltz                |  |  |       |  |  |                                                            |  |  |                                  |  |
|                                                             |                               | Anna Maria von und zu Eltz          | Anna Ursula di Kerpen                  |  |  |       |  |  |                                                            |  |  |                                  |  |
|                                                             |                               | Anna Maria von und zu Eltz          |                                        |  |  |       |  |  |                                                            |  |  |                                  |  |